# Bellator 77
Bellator LXXVII foi um evento de artes marciais mistas organizado pelo Bellator Fighting Championships, ocorrido no 19 de outubro de 2012 no Reading Eagle Theater em Reading, Pennsylvania. O evento foi transmitido ao vivo na MTV2.

## Background
O evento contou com as Quartas de Final do Torneio de Leves da Sétima Temporada.